# Kapcypriodopsis barnardi
Kapcypridopsis barnardi là một loài động vật giáp xác thuộc họ Cyprididae. Đây là loài đặc hữu của Nam Phi.